# Пелена Елены Волошанки
Пелена Елены Волошанки, пелена «Вынос иконы „Богоматерь Одигитрия“», пелена «Церковная процессия» — вышивка, предположительно происходящая из мастерской вдовы наследника московского престола Елены Стефановны. Вероятней всего, изображён торжественный выход великого князя Ивана III на вербное воскресенье 8 апреля 1498 года с семейством во время коронации Дмитрия Внука (сына Елены) соправителем.
Редкий пример группового семейного портрета московских великих князей. Одна из первых светских «картин» Древней Руси — не повторяет сюжет иконы, под которую подвешивалась вышивка, а имела независимую иконографию.

## Описание
Пелена квадратной формы имеет неправильные очертания. В её среднике изображён торжественный вынос иконы «Богоматерь Одигитрия». В центре изображена фигура диакона, который несёт большую икону. По его сторонам разворачивается многофигурная процессия в 3-4 ряда. В среднем ряду помещены изображения царствующих особ (левая часть) и клира (правая часть). На переднем плане с обеих сторон — священники, певчие в остроконечных шапках и монахи. В задних рядах — участники процессии с длинными ветвями верб.
На пелене изображен крестный ход, вероятней всего, в Кремле: соединяются две процессии — великокняжеская, направляющаяся из Благовещенского собора, и митрополичья, шествующая от Успенского собора. Изображенная икона Богоматери Одигитрии — греческого письма, вероятно, присланная на Русь в 1381 году и обновлённая после пожара Дионисием в 1482 году (Смоленская икона Божией Матери). Возможно, именно для украшения этой иконы данная пелена и предназначалась; вероятно, вышивка была заказана для одного из кремлёвских соборов.
«Человек в красном одеянии несёт икону без помощи рук — своеобразным и весьма характерным способом, хорошо известным по рассказам паломников, видевших вынос Одигитрии в Константинополе, точный список с которой и представляла собой кремлёвская икона. Подражание константинопольскому образцу здесь сомнений не вызывает — так же как и стремление воспроизвести черты недавно павшего Второго Рима в Москве».
Два человека держат над иконой ритуальные опахала — рипиды, символика которых связана с Христом и его победой над смертью. Два других служителя держат огромные «зонтики» — церемониальные балдахины под названием «солнечники», которые использовались в торжественных процессиях. «Поверхность обоих солнечников украшена одинаковыми композициями: в центре окружность, по обе стороны от неё — сложный S-образный узор с вьющимися спиралью завитками. Отличие состоит в том, что на „зонте“ митрополита внутри окружности изображен голгофский крест, в то время как на солнечнике великого князя это место оставлено пустым».
Певцы изображены на переднем плане перед иконой антифонно как левый и правый клиросы. На них длинные разноцветные рясы — красные, желтые, белые, голубые, коричневые, на головах — остроконечные и округлые шапочки, тоже разных цветов. В черные одежды облачено монашествующее духовенство. «На каждом клиросе есть руководящий певец, головщик, регент, которого нетрудно узнать по поднятым рукам и дирижерским жестам. В правом клиросе регент одет в красную рясу, в левом — в коричневую. Их живые, изящные позы свидетельствуют о том, что в настоящий момент они руководят хором, сопровождая крестный ход пением. Динамичность придают хору и жесты певцов — их руки приподняты, они запечатлены в позе пения. В архивах сохранились сведения о том, что Государев хор Ивана III участвовал в поставлении на великое княжение Димитрия Ивановича, внука Ивана III. На левом и правом клиросах пели многолетие».
Иван III и Дмитрий Внук изображены с нимбами — по видимому, это является первым изображением русского (несвятого) правителя с нимбом (атрибутом помазанника божьего), как считает Т. Е. Самойлова, что впоследствии станет каноном.

### Изображенные лица
Обилие фигур, которые, вероятно, имели реальные прототипы, вызывало многочисленные попытки связать их с конкретными лицами. Однако отсутствие именующих надписей, а также вкладной летописи, в которой был бы описан памятник, затрудняло точную атрибуцию памятника.
В начале XX века было высказано предположение, что заказчицей пелены была великая княгиня Софья Фоминична Палеолог (жена Ивана III), однако доказательств этому не было приведено.
В середине XX века М. В. Щепкина проанализировала памятник и, опираясь на различные источники, пришла к выводу, что события, изображенные на пелене, относятся к 1498 году, следовательно, заказчицей является Елена Стефановна (невестка Ивана III).

- События 1498 года: к концу 1490-х годов ситуация с престолонаследием в Московском княжестве обострилась. Иван III был ещё жив, равно как и его вторая жена Софья Палеолог и их сын, будущий Василий III. Однако сын великого князя от первого брака Иван Молодой уже скончался, оставив после себя вдову Елену Волошанку и юного сына Дмитрия Внука.
- Между Софьей и Еленой, матерями двух непрямых наследников, началось соперничество. Незадолго до Вербного воскресенья 8 апреля 1498 года Дмитрий Внук был венчан своим дедом как соправитель на великое княжение Владимирское и Московское в Успенском соборе.
- Но уже в следующем году Софья одержала верх — Дмитрий с матерью были удалены от престола. В марте 1499 года Василий провозглашается князем Новгорода и Пскова, а в 1502 году — наследником престола. Елена с сыном были заточены в тюрьму, где оба скончались (в 1505 и 1509 гг. соответственно).

Поэтому, вероятней всего, изображён торжественный выход из Успенского собора великого князя Ивана III на вербное воскресенье 8 апреля 1498 года с семейством во время коронации Дмитрия Внука (сына Елены) соправителем — недолгий момент торжества партии Елены Волошанки.
По версии Щепкиной, атрибуция фигур такова:
- Софья Палеолог — крайняя фигура в нижнем ряду слева (с круглой нашивкой на плече — таблионом, знаком царского достоинства)
- её незамужние дочери Феодора и Евдокия[8]— рядом (в шапках)
- Елена Волошанка — между этими двумя княжнами (в жёлтом покрывале)
- Иван III  (60 лет) — в среднем ряду в левой части композиции (седой старец в венце и с нимбом — атрибутом помазанника божьего)
- Дмитрий Внук  (15 лет) — рядом (безбородый юноша в венце и с нимбом)
- Василий III  (19 лет) — рядом (бородач в венце без нимба)
- митрополит Симон — в правой части композиции, напротив князей (с нимбом)

- Женщины великокняжеского дома (?)
- Мужчины великокняжеского дома (?)
- Дмитрий Внук (?)
- Митрополит Симон (?)

### Критика портретной идентификации
Византинист Андре Грабар предложил полностью отказаться от интерпретации образа на пелене как группового портрета, указав на традиционность этого изображения в рамках иконографии Акафиста Богоматери и изображений поклонения иконе Богоматери Одигитрия. Его аргументация была дополнена и развита в недавней статье А. С. Преображенского. По его мнению, речь может идти об «ассоциативном, а не о буквально „портретном“ и тем более политизированном прочтении композиции».

### Техника и материал
«Фон средника и иконы Богоматери, одежды священнослужителей и младенца Иисуса, отделка головных уборов и контуры одежд шиты по светлой тафте золотными и серебряными прядеными нитями „в прикреп“. Личное шито светлым некрученым шелком „в раскол“, одежды — некручеными шелковыми нитями малинового, голубого, синего, коричневого, фиолетового, белого и кремового цвета особым двойным швом „в прикреп“».
Окружающая основное изображение кайма заполнена прямоугольными клеймами с абстрактным орнаментом, возможно, стилизованной виноградной лозой. Он образует фигуры неправильной формы, вышитые золотными и серебряными прядеными нитями «в прикреп»; фон и заполнения фигур шиты цветными шелковыми нитями тех же цветов, что и в среднике, особым двойным швом «в прикреп». Тафта подложена синей крашениной. Подкладка выполнена из холста (новодел).
В пелене, наряду с церковными мотивами, по мнению некоторых учёных, прослеживаются и светские, сочетающие приёмы русского и молдавского искусства. Пелена Елены Волошанки, а также пелена с изображением «Усекновения главы Иоанна Предтечи» (также ГИМ) «по техническим приёмам, в частности употреблению двойного сложного шва, по нерусскому характеру орнамента на каймах, общему идейно-художественному замыслу представляют любопытный пример взаимосвязи русского и молдовлахийского искусства».

## Происхождение и сохранность
В настоящий момент находится в Государственном историческом музее (инв. 15495щ РБ-5), куда поступила в 1905—1911 годах в составе собрания П. И. Щукина, к которому, в свою очередь, попала от М. М. Зайцевского, которым она была приобретена в неизвестном источнике.
Реставрирована в 1925 году в ЦГРМ, при этом снята стеганая на вате поздняя подкладка и подложена существующая ныне. Имеются незначительные утраты шитья в личном, более значительные в одеждах и орнаменте, потертость золотного шитья, прорывы по краям пелены, на подкладке — прорывы и пятна.